# کریم‌آباد (تویسرکان)
کریم‌آباد (تویسرکان)، روستایی از توابع بخش قلقل‌رود شهرستان تویسرکان در استان همدان ایران است.

## مردم
مردم این روستا مردم ترک زبان هستند و به زبان ترکی سخن می گویند.

## جمعیت
این روستا در دهستان قلقل‌رود قرار دارد و براساس سرشماری مرکز آمار ایران در سال ۱۳۹۵، جمعیت آن ۴۳۸ نفر (۱۳۷ خانوار) بوده‌است.